# ゲイリ・ライ
ゲイリ・ライ（Gaile Lai、1980年8月22日 - ）は、マカオ出身のファッションモデル。175センチメートル、86.5-61-86.5。
中国語名は“樂基兒”。“ゲイリー・ライ”との表記もある。

## 経歴
マカオ生まれのアメリカ合衆国育ちで、父親は中国人、母親はベトナム人である。
14歳でモデル業を始動し、のち1999年から香港での活動を開始。世界各地の様々なファッションブランドの展開にモデルとしてまたファッションデザイナーとして参画してきた。
2002年にサントリー烏龍茶のコマーシャルに出演し日本で話題となった。このCMは同年の広告批評グランプリで2位を獲得（1位は該当なし）。そのほかにも多数のコマーシャルに出演している。映画などで女優としても活躍。
ある香港メディアの独自調査（2009年）によれば、そのモデルとしての出演料は台湾の林志玲と中国の杜鵑に次ぐ。すなわち中華圏のモデルで3位の高額にあたる。

## 広告塔
ギリシャ発のファッションブランド『フォリフォリ』の2011年から翌年までの国際キャンペーン展開に際し、その広告塔への任命を受けコレクションなどを舞台に活動。アジア地域の芸能人としては初の起用であった。さらに日本出身のモデル・蛯原友里および水原希子、中国出身のモデル・アンナ・ケイ、ロシア出身のモデル・サーシャ・ピヴォヴァロヴァ、および日本出身のアイドル・小嶋陽菜の5名と並んで、2011年の暮れ頃から資生堂のヘアケアブランド『TSUBAKI』の新たなミューズに就任。同年12月からこのブランドのテレビコマーシャルに出演している。

## 私生活
2008年3月に結婚。相手は2005年から交際関係にあった“香港四大天王”の一人と言われるレオン・ライ。その結婚から間もなく出演報酬の高騰とそれを受けての自主的休業が報じられるに至っている。2012年、離婚。

## 主な出演

### CM
サントリーウーロン茶
- 「桃白ドレス」篇　2002年3月31日～4月30日
- 「パンダのAIBO」篇　2002年5月1日～7月5日
- 「吾と空」篇　2002年7月6日～9月5日
- 「桃まんの国」篇　2002年9月6日～10月31日
- 「ハフハフホット」篇　2002年11月1日～12月29日

エフティ資生堂
- アミーチェ　ストパーキープエッセンス　2003年

資生堂ホワイテス
- スポッツルールA　2004年

### 映画
- 『VASALINE SKIN CARE』（香港）
- 『HONG KONG TEKE COM』（香港）